# Johnny Kastl
Johnny Kastl est un acteur américain, surtout connu pour son rôle du Dr. Doug Murphy dans la série télévisée Scrubs. Il a depuis fait des apparitions dans plusieurs productions hollywoodiennes et a joué d'autres rôles à la télévision, y compris celui de Todd Jaracki dans la série The Beast avec Patrick Swayze.

## Biographie
Né dans l'Oklahoma et ayant grandi au Texas, il étudie à l'Université Washington à St. Louis, où il prend une double spécialité en biologie et art dramatique. Il a joué dans plusieurs pièces de théâtre et a été membre cofondateur et actif d'un groupe étudiant la comédie sketch intitulé "Le Kaktabulz."
Il est un passionné de golf et a remporté Big-Break The Golf Channel All Star Challenge Scrubs concurrence, devançant Robert Maschio ("Le Todd") dans le match final. Il a demandé à être autorisé à "s'asseoir" durant la quatrième saison de Scrubs après s'être cassé les deux talons dans un accident de saut à ski. Ceci a été écrit dans la série pour garder le personnage et, comme décrit sur le commentaire de DVD par le créateur Bill Lawrence, « Nous avons estimé que la fracture des pieds était un truc typique de Doug, alors nous avons décidé de l'écrire dans l'histoire. ». Il est actuellement[Quand ?] étudiant en deuxième année de droit à l'Université de l'Iowa College of Law.

## Carrière

### filmographie
Il a fait des apparitions dans les films Hulk et La Guerre des mondes.

### Apparitions à la télévision
Il avait un rôle récurrent dans Scrubs pendant 8 ans : celui du Dr Doug Murphy, le médecin interne incompétent devenu médecin légiste compétent. Il avait un rôle récurrent dans la série télévisée avec Patrick Swayze The Beast comme l'agent du FBI Jaracki Todd, ami de Dove Ellis (Travis Fimmel).